# SK Tallinna Sport
Le SK Tallinna Sport est un ancien club de football estonien, fondé en 1912 et dissous en 2008.

## Histoire
Le club est fondé en 1912 et est refondé en 2003. Le club a remporté 9 Championnats d'Estonie avant que l'Estonie soit intégrée à l'Union soviétique. Le club a ensuite évolué en III Liiga, le groupe nord de la quatrième division estonienne. Le club finit premier en 2007 et est dissous début 2008.

## Palmarès
- Championnat d'Estonie de football (9) : 
  - Champion : 1921, 1922, 1924, 1925, 1927, 1929, 1931, 1932, 1933
  - Vice-champion : 1926, 1930, 1934, 1936

- Coupe d'Estonie de football (1) : 
  - Vainqueur : 1938

- Coupe de la République socialiste soviétique d'Estonie (1) : 
  - Vainqueur : 1942